# Avenida de Sarriá
La avenida de Sarriá (en catalán y oficialmente: Avinguda de Sarrià) es una vía urbana de la ciudad de Barcelona (España). Su trazado corresponde a un tramo de la antigua Carretera de Sarriá, abierta en 1853.

## Geografía urbana
La avenida de Sarriá nace en el distrito del Ensanche, en la confluencia de las calles París y Conde de Urgel. Se prolonga 1,5 km, con un trazado en línea recta diagonal, hasta la plaza de Prat de la Riba, donde enlaza con la Ronda del Mig. Superada la avenida Diagonal, la vía marca la frontera entre los distritos de Les Corts y Sarriá-San Gervasio. Su ancho es de 26 metros, superior a los 20 metros característicos de la mayoría de calles del Ensanche.

## Flujo del tráfico
Está considerada una vía de alta intensidad de tráfico, con más de 25.000 vehículos de Intensidad Media Diaria (IMD). Cuenta con seis carriles de circulación de sentido único, en dirección montaña, que se reducen a cinco entre la calle Doctor Fleming y la plaza de Prat de la Riba. En algunos tramos existe carril bus y de estacionamiento.

## Historia

### Carretera de Sarriá

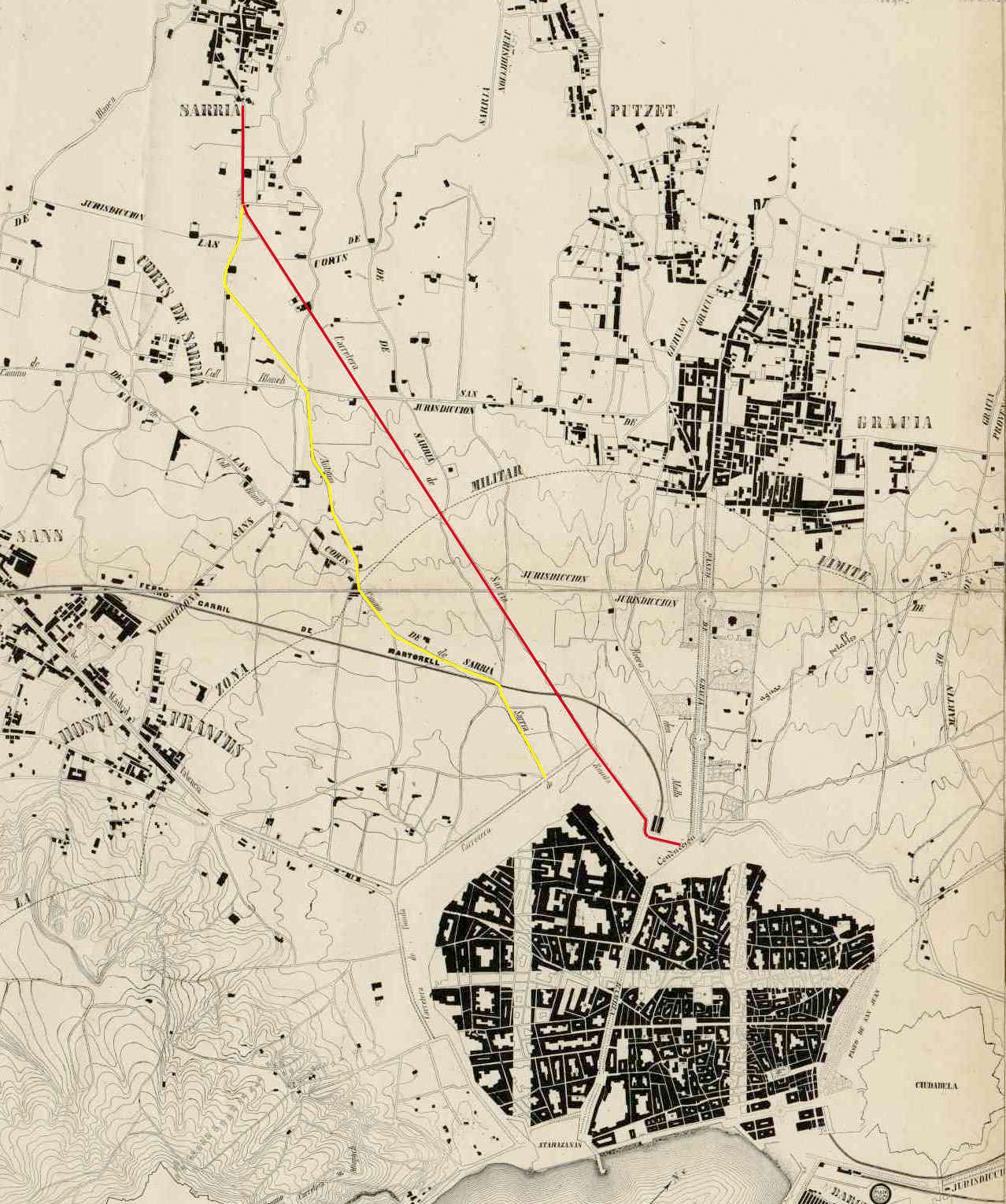
Plano de 1855 que muestra, en rojo, el trazado original de la Carretera de Sarriá y, en amarillo, el Camino Antiguo de Sarriá.

La actual avenida de Sarriá es, parcialmente, la que fue antigua carretera de Barcelona a Sarriá. Esta vía fue construida a mediados del siglo XIX para unir el municipio de Sarriá, por entonces independiente, con el centro de Barcelona, reemplazando al primitivo camino real de origen medieval, que pasó a ser conocido como Camino Antiguo de Sarriá.
El 2 de agosto de 1843 el Ayuntamiento de Sarriá encargó la apertura de la nueva carretera a los arquitectos Ramón Molet, José Mas Vila y Francisco Renart. Sin embargo, debido a los cambios políticos, en septiembre de ese mismo año el proyecto quedó en suspenso. En 1845 fue retomado por el ingeniero Ildefonso Cerdá, llevando a cabo las obras entre 1847 y 1853. La carretera diseñada por Cerdá partía de la muralla de Barcelona, del Portal del Ángel, y seguía una trazado recto hasta enlazar con la calle Mayor de Sarriá. Tenía cuatro hileras de árboles que formaban una calzada central de 24 pies de ancho, destinada al paso de carruajes, y dos paseos laterales para peatones de 15 pies de ancho.
No obstante, pocos años después, en 1859, el propio Cerdá, hizo desaparecer la mayor parte del trazado de la carretera, engullida por la malla ortogonal de su plan de ensanche de Barcelona. El Hospital Clínico, con la Facultad de Medicina, fue uno de los edificios destacados que se levantó sobre la carretera. Únicamente se salvó el tramo de vía que quedaba dentro de los términos municipales de Les Corts y de Sarriá. 
En 1884 Dorotea de Chopitea, promotora de las obras de Juan Bosco en Barcelona, adquirió los terrenos de la masía Can Prats, en la parte alta de la carretera de Sarriá, y los cedió a los salesianos, para fundar sus talleres. En este espacio se instalaron, progresivamente, las Escuelas Profesionales Salesianas, la editorial Edebé (también de la orden), la parroquia de María Auxiliadora, la Escuela Universitaria Salesiana de Sarriá y el Colegio Santa Dorotea. En los años 1920, coincidiendo con el proceso de beatificación de Don Bosco, el tramo final de la carretera de Sarriá, donde se ubica la escuela de los Salesianos (entre la calle Mayor de Sarriá y la actual plaza Prat de la Riba), tomó el nombre del sacerdote.
Desde principios del siglo XX en la zona alta de la carretera de Sarriá (por encima de la Diagonal) se concentraron múltiples recintos deportivos. La primera sociedad en instalarse fue el club de Real Club de Polo, que en 1911 adquirió una gran superficie que pertenecía a la masía de Can Rabia. A su lado, en terrenos también de Can Rabia, el Real Club Deportivo Español construyó su estadio, inaugurado en 1923. En 1935, con el traslado del Club de Polo a su actual emplazamiento en la Avenida Diagonal, sus terrenos se transformaron en un canódromo y en el complejo Piscinas y Deportes. Por último, se instaló en esta zona el Picadero Jockey Club, que en 1953 inauguró sus instalaciones en la acera opuesta de la carretera.
Por el contrario, la parte baja de la carretera (entre la Diagonal y la calle París) se mantuvo prácticamente sin construcciones hasta la posguerra. Durante el primer tercio del siglo XX todavía abundaban los descampados, algunos transformados en campos de fútbol, como el estadio de la calle Industria del FC Barcelona. También se instalaron algunas industrias, siendo la más importante la fábrica textil Can Batlló, convertida en Escuela Industrial en 1909. Otro de los edificios importantes de la zona, desaparecido tras la Guerra Civil, fue el convento y colegio de Loreto, que ocupaba una gran parcela en la confluencia de la carretera de Sarriá con la travesera de Les Corts.

### Avenida de Sarriá
En 1962 el último tramo superviviente de la carretera de Sarriá fue rebautizado por el ayuntamiento como avenida, con la voluntad de dignificarlo. Con este mismo propósito, entre 1967 y 1970 se llevaron a cabo varias obras de mejora a lo largo de toda la vía, como la renovación del pavimento y el ensanchamiento de las aceras, que obligó al derribo de varios edificios del tramo inicial.  Fruto de estos acondicionamientos, se crearon también algunos espacios ajardinados como la plaza del Doctor Ignasi Barraquer, en la confluencia con la travesera de Les Corts.
A partir de los años 1960 y hasta los años 1980 la avenida de Sarriá fue uno de los ejes principales de la zona roja popularmente conocida como «barrio chino perfumado», debido a la proliferación de bares de alterne y clubes de estriptis.

## Transporte público
Circulan por la avenida de Sarriá los autobuses de TMB de las líneas 6, 34, 54 y 66, los dos últimos herederos de los antiguos tranvías con la misma numeración. También circula, aunque sin parada, la línea V7 de la Red Ortogonal de Autobuses de Barcelona. Los autobuses nocturnos de la red Nitbus que pasan por la avenida son el N0, N3 y N12.